# Afrikaspiele 2003/Badminton
Badminton wurde bei den Afrikaspielen 2003 vom 5. bis 13. Oktober 2003 in der Ladi Kwali Hall im Sheraton Hotel in Abuja gespielt.

## Medaillengewinner
| Disziplin    | Gold | Silber | Bronze |
| ------------ | --- | --- | --- |
| Herreneinzel | Edicha Ocholi | Ola Fagbemi | Stephan Beeharry                                                                                             |
| Herreneinzel | Edicha Ocholi | Ola Fagbemi | Dotun Akinsanya                                                                                              |
| Dameneinzel  | Grace Daniel | Michelle Edwards | Juliette Ah-Wan                                                                                              |
| Dameneinzel  | Grace Daniel | Michelle Edwards | Chantal Botts                                                                                                |
| Herrendoppel | Greg Orobosa Okuonghae Ibrahim Adamu                                                                               | Abimbola Odejoke Dotun Akinsanya | Stephan Beeharry Édouard Clarisse                                                                            |
| Herrendoppel | Greg Orobosa Okuonghae Ibrahim Adamu                                                                               | Abimbola Odejoke Dotun Akinsanya | Johan Kleingeld Chris Dednam                                                                                 |
| Damendoppel  | Michelle Edwards Chantal Botts                                                                                     | Grace Daniel Susan Ideh | Juliette Ah-Wan Shirley Etienne                                                                              |
| Damendoppel  | Michelle Edwards Chantal Botts                                                                                     | Grace Daniel Susan Ideh | Marika Daubern Antoinette Uys                                                                                |
| Mixed        | Chris Dednam Antoinette Uys                                                                                        | Stewart Carson Michelle Edwards | Greg Orobosa Okuonghae Grace Daniel                                                                          |
| Mixed        | Chris Dednam Antoinette Uys                                                                                        | Stewart Carson Michelle Edwards | Abimbola Odejoke Susan Ideh                                                                                  |
| Mannschaft   | Südafrika Chantal Botts Stewart Carson Marika Daubern Chris Dednam Michelle Edwards Johan Kleingeld Antoinette Uys | Nigeria Kuburat Mumini Dotun Akinsanya Prisca Azuine Grace Daniel Ola Fagbemi Susan Ideh Abimbola Odejoke Edicha Ocholi Greg Orobosa Okuonghae | Seychellen Georgie Cupidon Nicholas Jumaye Steve Malcouzane Catherina Paulin Shirley Etienne Juliette Ah-Wan |
| Mannschaft   | Südafrika Chantal Botts Stewart Carson Marika Daubern Chris Dednam Michelle Edwards Johan Kleingeld Antoinette Uys | Nigeria Kuburat Mumini Dotun Akinsanya Prisca Azuine Grace Daniel Ola Fagbemi Susan Ideh Abimbola Odejoke Edicha Ocholi Greg Orobosa Okuonghae | Mauritius Shama Aboobakar Stephan Beeharry Édouard Clarisse Anusha Dajee Hyder Aboobakar Amrita Sawaram      |

## Medaillenspiegel
| Pos. | Land       | Gold | Silver | Bronze | Total |
| ---- | ---------- | ---- | ------ | ------ | ----- |
| 1    | Nigeria    | 3    | 4      | 3      | 10    |
| 2    | Südafrika  | 3    | 2      | 3      | 8     |
| 3    | Mauritius  | 0    | 0      | 3      | 3     |
| 3    | Seychellen | 0    | 0      | 3      | 3     |